# Tanatosi
La tanatosi, dal greco antico: θάνατος?, thánatos ("morte"), è un comportamento messo in atto da alcuni animali, che implica l'irrigidimento totale del corpo in seguito ad una situazione di pericolo o come semplice reazione da contatto, al fine di simulare uno stato di morte. È un comportamento presente sia tra gli invertebrati (soprattutto gli artropodi) sia tra i vertebrati (pesci, anfibi, rettili, uccelli e mammiferi).

## Comportamento

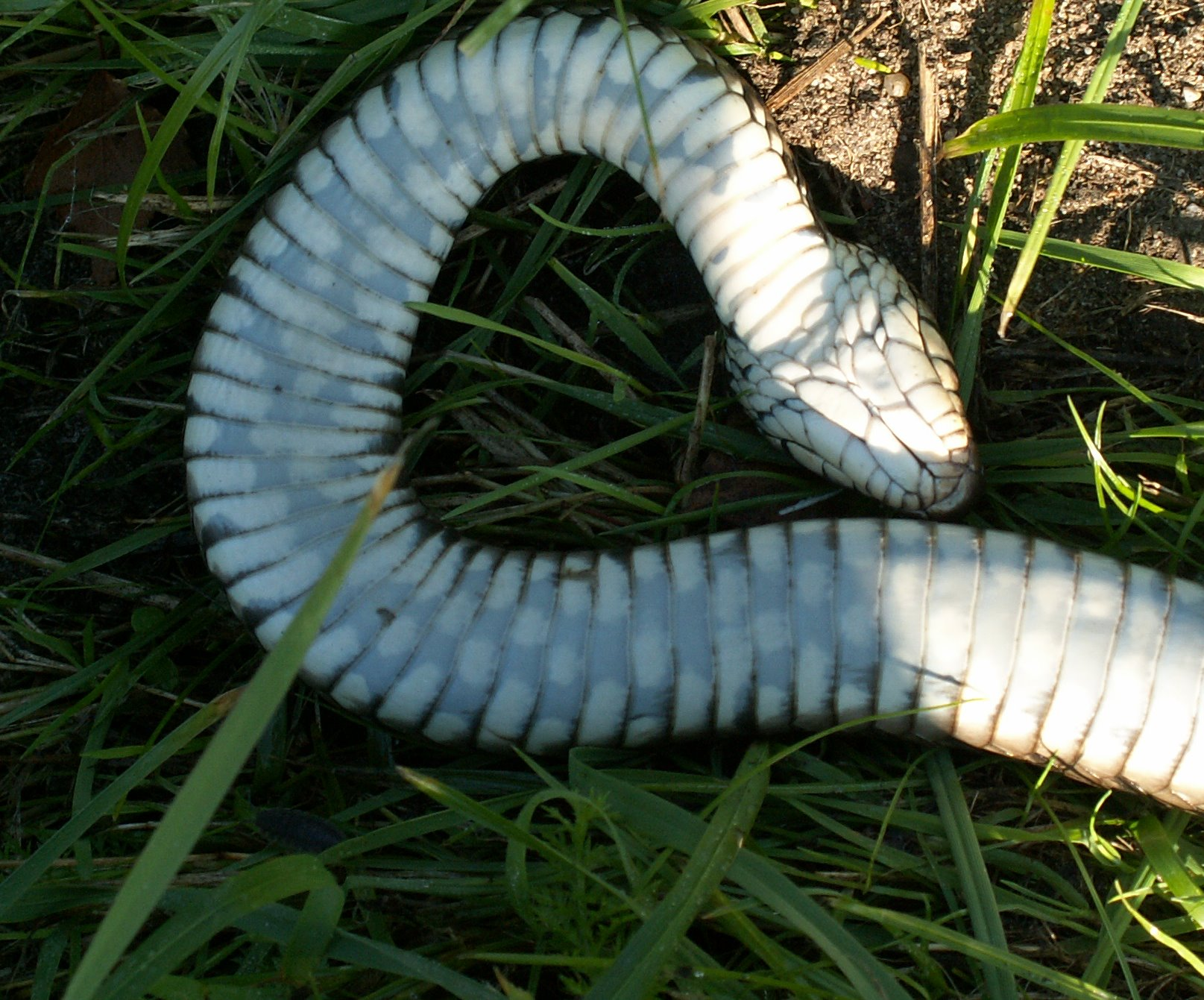
Tanatosi in una biscia

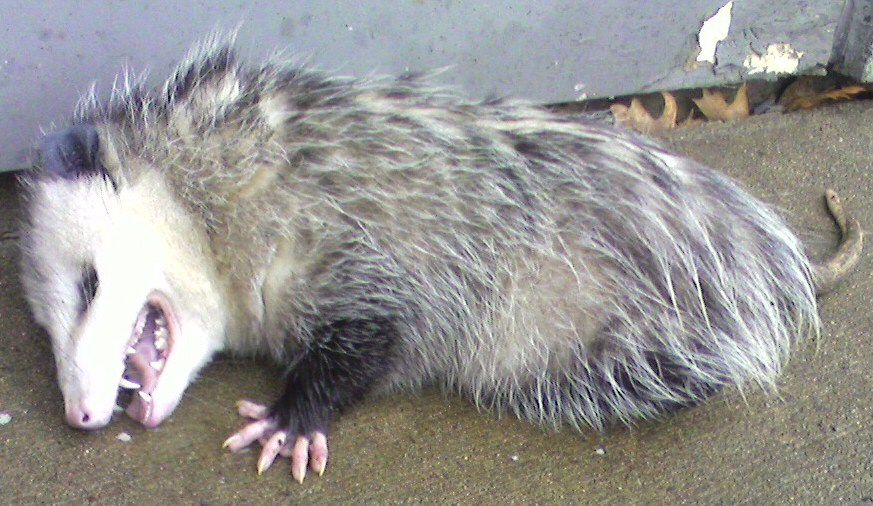
Tanatosi in un opossum della Virginia

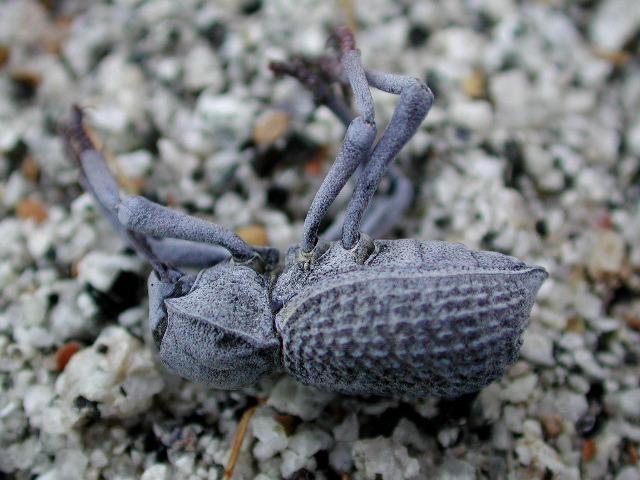
Tanatosi in un coleottero tenebrionide

In genere si tratta di un comportamento difensivo: l'animale finge di essere morto, come ultima risorsa, quando il predatore gli impedisce ogni altra via di fuga. Con tale atteggiamento la preda scoraggia il predatore: molti animali infatti non mangiano cadaveri la cui carne potrebbe essere in putrefazione, risultando tossica. Il predatore quindi, si allontana, e la preda scappa velocemente al sicuro.
Più raramente la tanatosi viene messa in atto dai predatori a danno delle prede. È il caso, per esempio, della volpe comune (Vulpes vulpes), che adotta questa tattica per attirare i corvi: questi, scambiandola per una carogna, le si avvicinano, ma appena giungono alla sua portata vengono catturati e sbranati dalla volpe. Ma è anche il comportamento, per fare un altro esempio, di un pesce, il ciclide africano Nimbochromis livingstonii, che giacendo di fianco sul fondo sabbioso, simula di essere morto, per attrarre i saprofagi che poi ghermisce.
Tra i rettili, alcuni colubridi, come la biscia dal collare (Natrix natrix), sono conosciuti per utilizzare la tanatosi come arma di difesa. Se disturbate si distendono con il ventre verso l'alto, aprono la bocca e rilasciano dalla cloaca un liquido maleodorante, che simula l'odore di un cadavere. Riescono inoltre ad emettere sangue dalla bocca (autoemorrea), per rafforzare la finzione.
Alcuni casi si hanno anche tra gli anfibi: per esempio il rospo africano Bufo superciliaris, se minacciato si distende pancia all'aria, con gli arti ripiegati, apparentemente senza vita. Analogo comportamento è stato documentato anche in alcune specie europee, come p.es. Rana dalmatina.
Anche alcuni uccelli la attuano: il martin pescatore (Alcedo atthis), quando è impaurito, tende i propri muscoli fino quasi allo spasmo, tanto da sembrare morto da tempo; il re di quaglie (Crex crex), se viene acciuffato da un predatore si finge morto, per poi improvvisamente prendere il volo e fuggire via.
Tra i mammiferi l'esempio più noto di tanatosi difensiva è rappresentato dall'opossum della Virginia (Didelphis virginiana): quando si sente minacciato può entrare in uno stato che si avvicina al coma e che può durare per alcune ore, durante le quali esso cade su un lato con bocca e occhi spalancati e lingua penzoloni, emettendo un liquido verde e maleodorante dall'ano.
Tra i pesci è un comportamento che può essere indotto negli squali capovolgendoli a pancia in su o stimolando loro il muso, ricco di terminazioni nervose ricettive come le ampolle di Lorenzini. Il motivo non è del tutto noto agli scienziati, ma è stato documentato come le orche usino stordire gli squali per poi capovolgerli al fine di indurre la tanatosi e potersene così cibare senza il rischio di essere attaccati. Anche nelle razze, della stessa famiglia degli squali, può essere indotta la tanatosi nel medesimo modo.
La tanatosi è molto comune soprattutto tra gli insetti, in particolare in diverse famiglie di coleotteri (p.es. Buprestidae, Geotrupidae, Meloidae, Tenebrionidae).